# Esgrima criolla
La esgrima criolla es la esgrima de cuchillo utilizada por los gauchos, siendo acompañada por el poncho, rebenque y otras armas criollas.
Este sistema está conformado por el uso de armas tradicionales. Estas son el facón, la daga, las boleadoras y la lanza llamada chuza, junto al poncho y el rebenque, comprendiendo este sistema de combate desde sus comienzos a finales del siglo XVIII en la Banda Oriental (actual Uruguay) hasta su evolución en estos días, con una rica historia que estuvo presente desde la creación de la nación argentina.
Esgrima Criolla tuvo una importante participación en la creación de la identidad e historia en el sur de Brasil. Fue extremadamente utilizada en guerras como la Revolución Farroupilha y la Revolución Federalista (también conocida como Guerra de la Degola).
Sus duelos fueron históricos y ampliamente respetados por los gauchos, con el ganador recibiendo gran respeto por la sociedad local.
La esgrima criolla inspiró a escritores y payadores como Érico Verissimo y Jaime Caetano Braun por ser el símbolo máximo de resistencia, honor y orgullo.

## Armas Blancas
En la esgrima criolla o combate con facón se utilizaban principalmente tres tipos de armas blancas, a saber:

### La daga
Es parecida al puñal pero posee filo y contrafilo (filo en ambos bordes) y se elaboraba con bayonetas viejas y restos de espadas.
Usualmente presentaban canaletas longitudinales sobre las dos caras de la hoja (de entre 20 y 60 cm), que los paisanos justificaban como necesarias para las sangrías (forma de sacrificar un animal seccionando su vena yugular).

### El facón
Técnicamente se trata de un arma blanca que se diferencia del puñal y de la daga porque la hoja presenta un solo filo y en raras ocasiones un pequeño contrafilo. Lo que lo define como tal es la existencia del guardamano o gavilán (en las armas blancas se conoce como guarnición - en la espada se llama cazoleta -) más o menos pequeño pero siempre existente, en forma de un simple travesaño en cruz, ese o u y la intrusión del cabo al medio del mango (eje simétrico). Es usual ver representaciones gráficas del facón donde en realidad se está mostrando un cuchillo que no cumple con estos requerimientos constitucionales.
El gavilán es una chapa ovalada y transversal a la hoja, que no sirve para quitarle por enganche el arma al adversario, pero sí sirve para detener los golpes. Las hojas son de una longitud de entre 30 y 40 cm de largo por 20 a 25 mm de ancho, siendo, por lo tanto delgadas en relación a la longitud.
Para su elaboración se han utilizado en el pasado hojas de bayonetas y espadas, intentando no modificarlas en demasía y concentrándose por lo tanto todo el trabajo de artesanía sobre todo en la empuñadura y en la funda. La primera puede ser realizada en madera, guampa, plata o plata con oro, mientras que la segunda se hace de cuero, metal o combinación de ambos, con boquilla o agarradera y puntera con batiente, para proteger de posibles accidentes al portador del arma.

### El caronero
Es una variante de la daga y el facón, con una hoja de unos 80 cm de largo, utilizado como arma para montera (caza en el monte) o para matar reses. Su tamaño indica que las hojas provenían de sables y espadas. Se denomina caronero porque se llevaba en el recado, entre las caronas. Pero también se puede llevar entre el sobrepuesto y el cojinillo. El mango se colocaba hacia adelante y su filo hacia la izquierda o lado de montar.
Los caroneros generalmente no poseían guardamano o gavilán, para facilitar su salida del recado. También se puede englobar el uso de otras armas como boleadoras, chuza (lanza) y lazo, como cuentan las crónicas de los combates con las tropas de Güemes en la guerra de la independencia argentina , que los soldados realistas eran enlazados y arrastrados.

## Guardia básica
El facón se empuña apoyando el cabo sobre la palma de la mano, manteniendo el pulgar extendido hacia la hoja, como se debe tomar para cualquier tarea, y la posición de defensa y ataque nos hace recordar a la esgrima tradicional con el florete, sin duda el estilo heredado de los españoles que en lugar de enrollar el poncho en su mano izquierda lo hacía con la capa, que en vez de usar facón usaban sus grandes sevillanas.

### Facón mano/ mano vacía
El facón va en mano diestra, con el brazo semi extendido, el arma a la altura de la boca del estómago y nunca superando la vista. Hacia los laterales nunca debe el brazo superar la línea externa de la espalda, para el lado del cuerpo el arma no debe superar el frente del cuerpo. La pierna diestra adelantada, el cuerpo perfilado hacia delante, rodillas semi flexionadas y peso balanceado, en ambas piernas, no separadas nunca más de un ancho y medio de hombros, listo para un avance o retroceso, y apto para actuar en las literalidades.
En la mano el facón apunta el ángulo externo del cuello del oponente y siempre manteniéndolo en movimiento, no doblar la mano hacia el lado externo dando la palma de frente.

### Facón/ poncho
En este caso lo que cambia es el poncho enrollado en la mano izquierda hasta la altura de la vista dejando caer el restante con los flecos, y relegada y más baja la mano con el facón, aproximadamente a la altura de la boca del estómago.

### Facón / rebenque
El rebenque en la mano izquierda se toma por la lonja y se golpea con el cabo, la guardia es con movilidad y el cabo va para atrás con el brazo izquierdo semi retraído, listo para golpear de manera descendente o lateral. O a la altura del corazón de frente.

## Desplazamientos
- Avance es con la pierna diestra ampliando la distancia entre ambas piernas, para después atraer la pierna retrasada, buscando una buena base.
- Retroceso la otra pierna acompañada luego de la apertura por la diestra
- El movimiento de esquive lateral es un cambio de piernas hacia 45° para atrás, volviendo a la posición inicial, o sencillamente con un salto de costado.
- Topada es el avance rápido con el cuerpo evitando así el uso del cuchillo de oponente apabullándolo

### Ataques
- Planchazo o planazo es el golpe propinado con la parte plana del cuchillo en la cabeza, haciendo gala de la habilidad sin herir al oponente.
- Hachazo golpe similar al anterior pero con el filo en el cual si se busca herir ya que va dirigido con el filo
- Revés ante el retorno del cuchillo el regreso del mismo es con otro corte, volviendo en sentido contrario al que vino
- Puñalada, chuzaso o estocada es el acto de clavar el facón, este va con movimiento de sacacorchos, terminando el contra filo del lado externo y el cuchillo paralelo al piso.

Podía ser profunda, la cual iba al cuerpo, alta dirigida al rostro (dejando un benteveo) o baja por debajo de las costillas( a las tripas)

### Focos
Las puñaladas recibían distintos nombres, según la forma de dirigirlos o el lugar al que llegaban.
- A punto alto o barbijo era un corte tirado al rostro.
- La que baja las tripas. El vientre era una zona buscada solamente cuando se pretendía matar al contrario. Un lance muy difícil y peligroso, pues uno debía descuidar la propia guardia y estirarse para llegar a la zona del oponente más protegida mediante el poncho, la posición ligeramente agazapada y la presencia de la rastra. Pero cuando se lograba la peligrosa y temida puñalada, el efecto era contundente, tal como grafica con precisión su nombre.
- Hachazo o Dios te guarde. Cabía también un golpe muy peligroso, dirigido a la cabeza, con toda la furia y de arriba hacia abajo: la denominación que proviene de la esgrima de espada española, conocida con similar
- Un lance parecido era el planazo, aunque en este caso se intentaba atontar o al menos humillar al contrincante, golpeándolo con los planos laterales de la hoja. Menos sangriento, pero igualmente efectivo y contundente
- Esquivar el bulto, era evitar la cuchillada
- Quite es desviar la cuchilla con contacto de nuestra propia arma

### Tretas
En la esgrima se basa mucho en la pelea de engaños y amagues,
- Amago arriba corto abajo siempre el cuerpo acompaña la posición, Debe ir bien abajo.
- Amago una cuerpeada pero punzo la mano del oponente. Se amaga un corte de revés pequeño pero con intención, y a continuación uno grande igual al anterior, pero este si va a destino.
- Flecazo. Tirar el extremo del poncho hacia la cara del contrincante, contraatacando en el mismo momento.
- Pisar el poncho. Se lo hacía pisar y al tirar del mismo se caía el contrincante distraído.
- la manteada era la técnica aplicada al uso del rebenque, o el mismo poncho, usándose con fuerza y baquía, evitando así el inútil derramamiento de sangre. Cuando el adversario era despreciable por alguna condición moral o simplemente considerado poca cosa.

### Visteo
En estos casos se usaba un palito o simplemente el dedo índice tiznado o engrasado sustituyendo el arma. La técnica de lucha -la esgrima criolla-, se basaba en las habilidades de visteador", fuera ésta adquirida o innata: vista y reflejos rápidos, un buen acopio de mañas y un gran dominio de las emociones.
Entre los sistemas que se utilizan para entrenar y mejorar la esgrima criolla, no solo esta el visteo, sino también las canchadas, se entiende por canchar o canchada el acto de penetrar en un espacio limitado de tierra, donde se habría de probar la pericia de dos combatientes en un juego, donde no solo debían mantenerse en él, sino que debían avanzar haciendo retroceder al enemigo, hasta desalojarlo de su puesto y así ganar, obviamente acompañado del visteo, que era la acción desarrollada por la vista en esta técnica de juego que era de tirar puñaladas y saberse atajar.
Siendo un juego en el visteo se adiestraba uno para adivinar el ataque del contrario para realizar un quite o un esquive sacando el cuerpo, En estos casos se usaba un palito o simplemente el dedo índice tiznado o engrasado sustituyendo el arma, se desarrollaba en la cancha en la cual ninguno de los dos quería salir, el retroceder demostraba a veces cobardía. Contaban con un bagaje técnico de lances y defensas, quites, esquives, hachazos, puñaladas, pero se buscaba humillar con un planazo en la cabeza demostrando al mejor esgrimista.

## Armas gauchas

### Boleadoras
Cuenta la leyenda, que el espíritu malo hacía enfermar a los indios de la tribu, el espíritu bueno quería castigarlo y como no podía alcanzarlo tomo tres estrellas (las Tres Marías) las unió con un pelo de su barba y las arrojo, enredándolas en las piernas del espíritu malo, de este modo los indios aprendieron a confeccionar boleadoras.
Armas de guerra o elemento de caza o labor ganadera consistente de tres ramales de cuero crudo torcido, de 1,8 a 2 m cada uno y rematados en tres bolas de piedra, plomo, o madera dura envueltas (retobadas) estas últimas en cuero crudo. Revoleadas sobre la cabeza y arrojada con fuerza a las patas, cuerpo o cuello del animal. En el Martín Fierro son nombradas y alabadas como mortífera arma en manos de los pampas y fue según un escritor argentino, una boleadora la que arrasó en muchos años la reconstrucción nacional, cuando el soldado gaucho Federico Zeballo le boleó el caballo al General Paz en El Tío, el 10 de mayo de 1831, haciéndolo prisionero.
Hay tres tipos de boleadoras:
- El primer es las boleadoras con solamente una bola. El nombre para esto es "bola loca" o "bola perdida." utilizada para la captura de pequeños animales.
- El segundo tipo tiene dos bolas. Estos son ñanduceras o avestruceras, y les usan para capturar avestruces americanas.
- El tercer tipo, y lo más popular, es la boleadora con tres bolas que se llama Tres Marías. Las Tres Marías se están usando para trabajo con ganado y caballos. Cuando el gaucho tira las boleadoras y al pegar en un animal, las bolas se retuercen alrededor de las patas y el animal cae. Consta de dos o tres bolas, piedras muy duras pulidas en forma casi esférica o muy raramente erizadas. El diámetro de cada una de las bolas suele ser de unos 10 cm en las boleadoras de combate o de caza mayor. Tales piedras se encuentran unidas por tientos o guascas, tiras de cuero.

Los originarios usaban como materia prima para los tientos el cuero de guanaco y el cuero del cogote (cuello) y el tendón de la pata del ñandú. Con el paso del tiempo y la introducción de la ganadería, los tientos fueron reemplazados por reatas de tres cabos de cuero trenzado, generalmente de vacuno.

### Chuza o lanza
Su origen puede ser atribuido en primer lugar a las lanzas propias de la caballería española desde la conquista (chuzo es un palo armado con pincho de hierro) y, en segundo término, al desjarretador de la vaquería. El indio primero y el gaucho después, la llamaron chuza.
Fue arma en las guerras desde principios del siglo XIX hasta comienzos del siguiente. (chuso en quechua significa seco, delgadito, arpón) Arrastradas por el caballo, atadas a los tientos del recado (de rastrillada), evitaban la boleada; cruzadas en tres y cubiertas por caronas y cueros formaron el bendito, carpa armada para el sueño en el campamento.
Las más comunes consistían en un palo o una tacuara o un coligüe y tenían sujeto en su extremo, como chuza una punta de hierro forjado o una hoja de cuchillo de marca mayor o una hoja de tijera de esquilar o de tusar. Su largo variaba entre 2 y 2,8 m (tropa) o hasta 3,5 m (jefes). Cuando la chuza era propiamente una punta de lanza, ésta era de acero o hierro forjado y tomaba la forma de un estilete de filos iguales, muy alargado o la de la palometa, a veces se forjaba en una sola pieza, con su moharra (media luna con las puntas hacia arriba o hacia adelante (según la posición de la lanza) que aumentaba su efecto desgarrante y servía para parar los golpes de lanza del adversario. Otras veces la moharra se forjaba separadamente y se enastaba en el punto de unión de la chuza con el astil.
En época de la colonia era tan grande la ventaja que los indios poseían en los combates con armas blancas, que el virrey Vertiz abandonó las alabardas o chuzas para armar a los blandengues con armas de avancarga y sables y así poder luchar contra ellos, ya que solo temían a las armas de fuego.
En las invasiones inglesas las tropas de Gral. Arze se enfrentaron con chuzas y las pocas armas de avancarga contra la columna inglesa del Gral. Beresford, lo mismo sucedió en la Reconquista de Buenos Aires, en la cual, no hubo aceite hirviendo como en la escuela enseñan, sino, agua hirviendo, piedras, cuchillos y chuzas, y sobre todo, mucho coraje. Siendo justamente cuchillo y chuza lo que se le entregó al cuerpo de milicianos de esclavos de Liniers en la segunda invasión inglesa.

## Reseña histórica
Hay varios términos y técnicas de la esgrima criolla que son similares a los de la esgrima española de los siglos XVI y XVII. Notoriamente el dios os guarde que los gauchos aún conocen como Dios te guarde.
La evolución de los facones fue hacia hojas cada vez más cortas sin embargo todavía en el siglo XIX varios viajeros describieron a los paisanos como similares al mástil de un barco a causa del largo facón que llevaban en la cintura. La hoja del facón del gaucho más famoso de fines del s XIX tiene (se conserva en un museo) 76 cm de largo. La guarnición de ese mismo facón tiene unos 15 cm de apertura y fue especialmente diseñada por su usuario.
La esgrima criolla es una esgrima tradicional imperfecta directamente derivada de la que usaban los españoles de fines del XVI y principios del XVII de quienes descienden los primeros gauchos. Desde el punto de vista de la cultura hay, además, infinitos puntos de coincidencia entre los gauchos y la soldadesca española de esa época. Formas de hablar, de bromear, aspectos de su relación con las autoridades.
- Tradicional porque se transmitió como parte de una cultura, no como una ciencia.
- Imperfecta porque deriva (tal vez) de la esgrima militar para espada de los soldados españoles acriollados.

Incluso la única diferencia marcial entre los indios locales y los gauchos es la esgrima criolla, que los indios jamás usaron. A caballo peleaban igual, a pie no. La posición de guardia es con el cuerpo hacia delante y cualquier cosa en la mano izquierda que pueda servir para parar el golpe enemigo, típicamente el poncho. Es una pelea de lejos, tirando puñaladas o tajos estirándose. Siendo completamente diferente de la esgrima de la navaja (esgrima usada en la España del s. XVI y XVII) Es otra distancia, otra guardia y otra arma.
Hay, sin embargo, tres o cuatro palabras del vocabulario gauchesco que tienen origen gitano (currar, jeta). En favor de lo dicho desde el siglo XVI el término que se usa para el arma del gaucho es daga, no espada. Pero existen varios facones cuyas hojas son de espadas roperas recortadas. Incluso, varios facones con hojas de bayonetas triangulares reforjadas como si fuesen un espadín corto.
Además, el gaucho no es del siglo XIX sino del siglo XVII. Los gauchos nunca aprendieron ni gustaron del uso del sable, de hecho cuando militaban y adquirían cierto rango (sargento y superior?) solían volver al facón y dejar la lata. Incluso cuando peleaban contra la policía armada de sables lo hacían con el facón.
Junto con su caballo, el cuchillo (y particularmente el facón o la daga) fue elemento distintivo del gaucho, a punto tal que no se concibe su imagen sin ellos. El gaucho fue famoso por su destreza en el manejo del cuchillo, y su empleo en los tristemente célebres duelos, motivados por cualquier motivo: una contradicción, unas palabras inadecuadas, un asunto de polleras, o los ánimos exacerbados por la bebida, podían iniciarlo. También el querer probar que un individuo era mejor cuchillero que otro, podía hacer que dos hombres se midieran en un duelo. La intención no era matar al contrario, sino marcarlo para siempre con una cicatriz que señalara su derrota. A veces, el fragor de la lucha o el encono o el exceso de bebida, hacia que uno de los contrincantes encontrara la muerte. Se decía que había ocurrido una desgracia y el matador era visto con conmiseración y hasta ayudado a huir de la escena del duelo y de la persecución policial. Solamente la repetición de las muertes convertía al gaucho en un matrero mal visto por la sociedad.
Otras prácticas eran el despenar o también llamado hacer la obra santa, un anticipo de la eutanasia, dirigido a quitar el sufrimiento de un amigo o familiar muy enfermo o gravemente herido. Todos estos actos de barbarie, deben ser vistos a los ojos de la moral y circunstancia histórico, social y cultural del personaje. Como dijera alguna vez un viajero extranjero sorprendido por el uso del cuchillo por parte de los criollos: el gaucho se vale de su cuchillo tanto para abrir una res como para terminar una discusión.
Sin embargo, y pese a la impresión de que el gaucho pasaba su vida combatiendo y peleando, en realidad él mismo utilizó su cuchillo para mil y una tareas en su vida diaria. Desde usarlo para comer, cortar leña para el fuego, preparar estacas, cortar fachinal para techar su rancho, ayudarse en la preparación de ladrillos, cortar delicados tientos para sus trenzados, matar ganado, despostarlo, cuerearlo, etc. Su cuchillo era una extensión de su mano. Tal como lo dice Sarmiento en su Facundo:
El gaucho anda armado del cuchillo que ha heredado de los españoles… El cuchillo, a más de un arma, es un instrumento que le sirve para todas sus ocupaciones: no puede vivir sin él; es como la trompa del elefante, su brazo, su mano, su dedo, su todo….
¿Por qué el gaucho entraba a la pulpería con el rebenque colgado del facón, si el caballo estaba afuera? Cuando el matrero, que era un experto, se enfrentaba a un hombre torpe o sin experiencia, en lugar de desenvainar agarraba el rebenque, que tenía un nudo en la lonja y finteaba a su enemigo dándole una paliza hasta encontrar un hueco para partirle la cabeza con el mango. Dice el tango Mandria: Yo con el cabo de mi rebenque tengo de sobra para cobrarme.
El duelo criollo no desapareció con el gaucho, el pasto se arrimó al barro, el gaucho se puso saco y el facón se acortó y se convirtió en daga, fue de la cintura al bolsillo interno y apareció el rey tango. En los piringundines (lugares populares de baile y de encuentros sexuales en lunfardo) de Hansen y de Laura (Laurentina Monserrat), donde una mujer podía ser la mecha, la chispa que encendiera un duelo criollo por polleras.
Ahora la técnica era diferente, menos parecida a la esgrima, con la hoja más corta casi desaparecieron las paradas con la hoja. Con el saco o el lengue envueltos en el brazo débil, los duelistas se movían como gatos hacia ambos costados esquivando y buscando el descuido para penetrar la guardia y aplicar la puñalada en el plexo, hacía arriba buscando la aorta y el corazón. La elegancia había desaparecido, en parte, pero la nobleza criolla persistía.
Cuando el malevo se consideraba muy superior a su oponente, hacía un movimiento que lo ponía en peligro pero cautivaba a la expectante audiencia. Cambiaba de paso y abría su guardia invitando la estocada. Cuando el adversario mordía el anzuelo, el guapo adelantaba un pie, giraba el torso para que la puñalada pasara de largo cerca de su pecho y por encima del brazo extendido pegaba un tajo en la mejilla, del pómulo hasta la boca, dejándolo marcado para siempre. El famoso barbijo del arrabal.
Después vendrían tiempos diferentes, tiempos que siguiendo el tango de Manuel Romero, se describen como de coca y morfina, con sus drogados y sus traficantes, que sí llevaban pistolas. Pero aquellos que no usaban gomina (fijador para el cabello), no usaban armas de fuego tampoco. Juan Moreira, la noche que fue asesinado, liquidó a una patrulla entera armada con carabinas y bayonetas, con su fiel facón de plata incrustado en oro, regalo del gobernador de la provincia, el mismo que lo vendió. El hombre guapo (en la acepción de: valiente hidalgo) del pasado no prefirió el filo del acero sobre el plomo de las balas por razones económicas: fue una cuestión de nobleza gaucha.

## Léxico
- Flecazo - golpe dado con un lance del poncho impactando los flecos del mismo.
- Cuerpeada - arrebato.
- Topada - es el avance rápido con el cuerpo evitando así el uso del cuchillo de oponente apabullándolo.
- Esquivar el bulto - evitar una puñalada con un esquive.
- Cancha - espacio físico delimitado para vistear.
- Visteo - en estos casos se usaba un palito o simplemente el dedo índice tiznado o engrasado sustituyendo el arma. La técnica de lucha -la esgrima criolla-, se basaba en las habilidades de visteador, fuera ésta adquirida o innata: vista y reflejos rápidos, un buen acopio de mañas y un gran dominio de las emociones.
- Amague - engaño procurando un movimiento el cual no se realiza dejando la posibilidad de una acción inesperada.
- Quite - es desviar la cuchilla con contacto de nuestra propia arma.
- Planazo - es el golpe propinado con la parte plana del cuchillo en la cabeza, haciendo gala de la habilidad sin herir al oponente.
- Hachazo - golpe similar al anterior pero con el filo en el cual si se busca herir ya que va dirigido con el filo.
- Manteada - técnica de golpear con el poncho o rebenque.
- Barbijo o bentebeo - corte en el rostro.
- Duelo a primera sangre - es cuando hay una primera importante herida en el contrincante, en tal caso obviamente se daba por vencedor al que provocó tal herida y se concluía sin muertes el duelo.[10]